# ژوهان رنییه
ژوهان رنییه (به فرانسوی: Jehan Regnier) شاعر قرن چهاردهم میلادی اهل فرانسه است.